# Kamenný most v Řezně
Kamenný most (německy Steinerne Brücke) přes Dunaj ve starobylém Řezně, postavený v první polovině 12. století, je považován za nejstarší dochovaný most v Německu. Most je jednou z nejvýznamnějších románských staveb a kulturních památek v bavorském Řezně.

## Historie
Most byl budován mezi léty 1135 a 1146. Dlouhý je přes 330 metrů. Protože se dlouhou dobu jednalo o jediný most přes Dunaj, město zbohatlo na výběru mýta. 

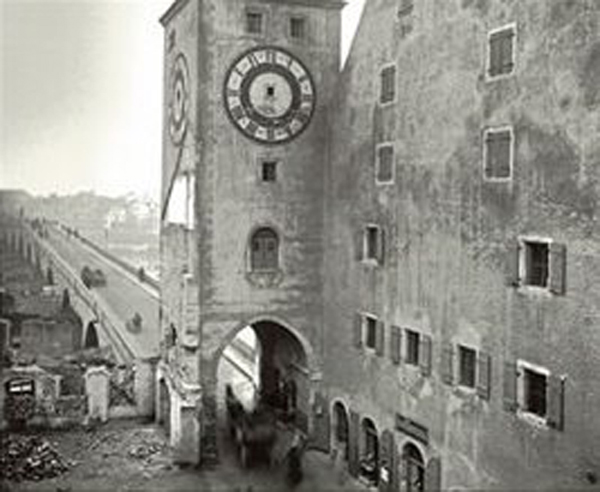
Mostní věž a kamenný most na obrázku z 19. století, před výstavbou tramvajové tratě.

Kamenný most je údajně[kdo?] dílem téhož stavitele jako Juditin most v Praze a posloužil jako inspirace také pro další mosty.[zdroj?]
Slavné párky Würstchen (něm. „buřtík“) údajně vznikly při stravování dělníků na stavbě tohoto mostu.[zdroj?]

## Legenda

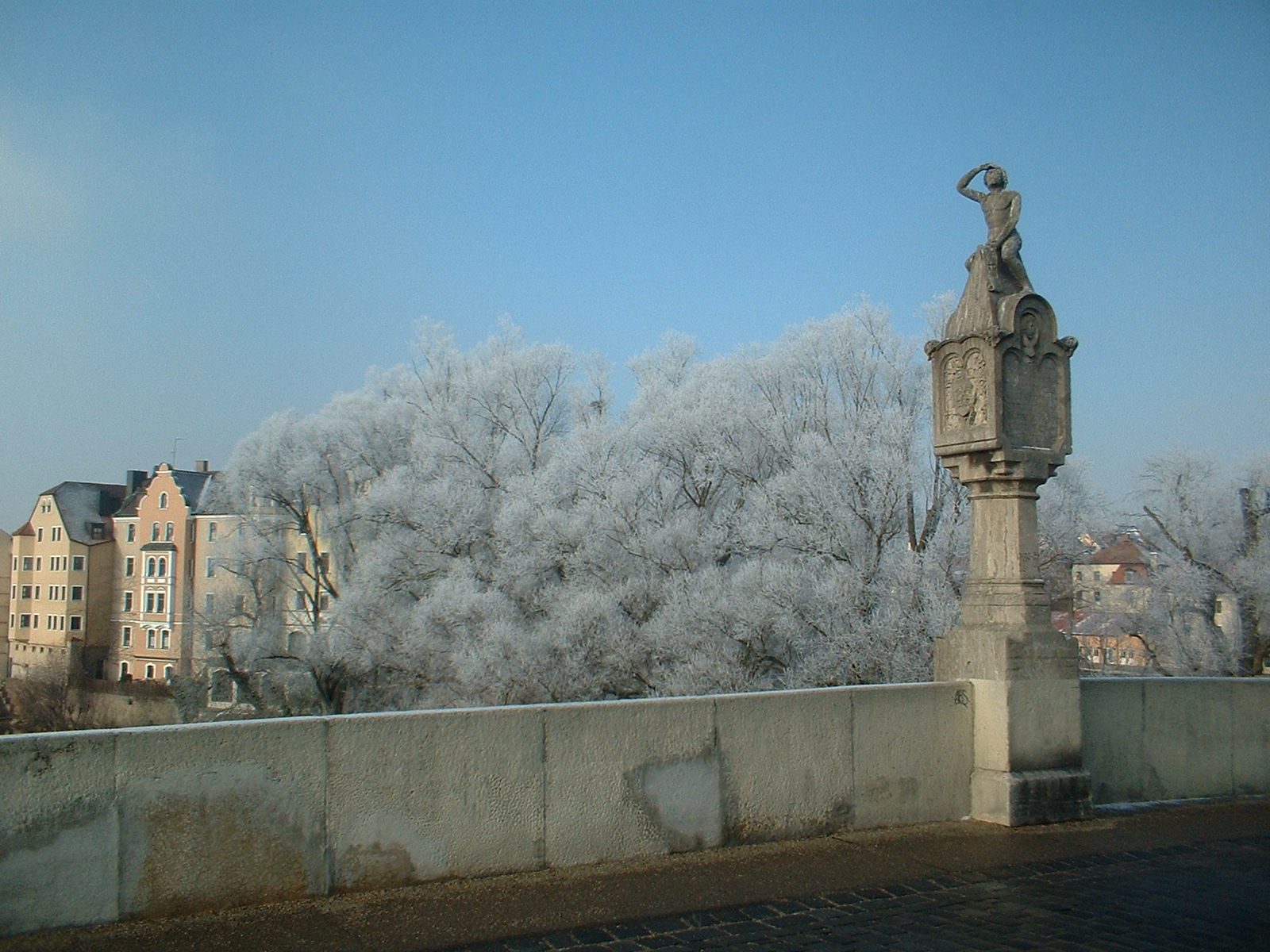
Tzv. Bruckmandl, kamenný strážce mostu

Ke stavbě mostu se váže legenda o stavitelích mostu a katedrály sv. Petra, kteří mezi sebou uzavřeli sázku, který z nich bude se svým dílem hotov jako první. Stavitel mostu prohrával, a proto uzavřel dohodu s ďáblem, že pokud s jeho pomoci dokončí most dříve, než bude dostavěna katedrála, vezme si ďábel na oplátku první živou bytost, která přes most přejde. Po hotovém mostě nechal stavitel přeběhnout psa a podmínka dohody s ďáblem byla splněna. Druhý stavitel měl po své porážce spáchat sebevraždu skokem z věže katedrály.[zdroj?] Datování vzniku mostu a katedrály naznačuje, že tato legenda není pravdivá.